# Clinocera melanderi
Clinocera melanderi är en tvåvingeart som beskrevs av Sinclair 2008. Clinocera melanderi ingår i släktet Clinocera och familjen dansflugor. Inga underarter finns listade i Catalogue of Life.